# Château de Serres (Labessière-Candeil)
Pour les articles homonymes, voir Château de Serres (homonymie).
Le château de Serres est un château situé dans la commune de Labessière-Candeil dans le département du Tarn, en France et inscrit et classé aux monuments historiques depuis le 31 décembre 1980.

## Historique
L'abbaye cistercienne de Notre-Dame de Candeil, fille de Grandselve en Haute-Garonne, date du XIIe siècle. Construite sur les coteaux entre le Tarn et le Dadou, elle occupe une terre agricole très riche entre les vins de Gaillac et la culture du pastel. Sur une colline, en face de l'abbaye, des terres appartenant à l'abbaye sont citées dans un texte dès 1188. En 1263, un acte autorise la construction de bâtiments agricoles. Une grande tour abrite les stocks de marchandise prélevés sur les paysans ; elle sert de tour de guet et à garantir les réserves contre les paysans récalcitrants à la dime. (Grange dîmière) Les abbés de Candeil représentent une puissance spirituelle mais aussi temporelle importante et leur prestige croissant les incite à transformer une partie des bâtiments agricoles en maison forte. Durant la guerre de Cent Ans, le passage de grandes compagnies de routiers provoque la peur ; le désir de protéger biens et personnes encourage le monastère à se doter d'un édifice plus sûr. Une autre tour est construite et un bastion avancé protège l'accès depuis la route la plus facile. À partir du XVe siècle, l'édifice sert de résidence secondaire aux abbés mais ce rôle n'est utilisé qu'un siècle. Entouré de terres
Durant les guerres de religion, le village de Labessière est pris par les protestants, mais le château de Serres reste inviolé. L'abbé Guillaume de Boisset enrichit l'habitation pour la rendre plus confortable : larges fenêtres à meneau, cheminées agrandissement... Il devient la résidence principale des abbés, mais un siècle plus tard, perd son rôle central. Il est utilisé comme une grange cistercienne : de nombreux bâtiments agricoles existent à l'époque, dont il ne reste qu'une partie. Lors d'un procès, en 1731, un procès entraîne un état des lieux des bâtiments confirmant l'état de délabrement qui entraîne des travaux de réduction des risques à défaut de restauration, par raccourcissement d'une tour, démolition d'une autre et remplissage des douves. 
À la Révolution, le château est vendu comme bien national par les révolutionnaires à la suite du décret des biens du clergé mis à la disposition de la Nation. Il devient une ferme et d'importantes modifications ont lieu au XIXe siècle. Après cette période, le château est racheté par les actuels propriétaires qui se sont fixé la tâche de lui rendre son lustre d'antan.

## Description
Deux tours sont les vestiges du site fortifié. La plus grosse abrite la chapelle dont les murs sont entièrement ornés de peintures. Elle est située au dernier étage et desservie par un escalier à vis. Les caves voûtées sont un exemple des capacités de stockage des récoltes que constituait le château. Il reste deux canonnières et des traces de meurtrières obturées.
Le classement aux monuments historique concerne les peintures de la chapelle. Les autres éléments sont inscrits. 